# NGC 5195
NGC 5195 és una galàxia nana irregular que està interactuant amb la galàxia del Remolí. Ambdues galàxies estan situades aproximadament a 25 milions d'anys llum de distància en la constel·lació dels Llebrers. Les dues galàxies juntes són una de les més famoses parelles de galàxies que interactuen en astronomia.